# La donna che vestiva di rosso
La donna che vestiva di rosso (Careless in Red) è un romanzo della giallista statunitense Elizabeth George, pubblicato nel 2008.
Il libro è stato tradotto in circa dieci lingue; in italiano è apparso per la prima volta nel 2009.

## Trama[1][2][4]
Dopo la morte della moglie, avvenuta in seguito ad un efferato delitto, l'ispettore Thomas Lynley decide di prendersi un periodo di pausa dal lavoro e di trascorrere un po' di tempo nella sua casa in Cornovaglia.
La sua vita sembra però non aver pace: una volta arrivato in Cornovaglia, rinviene infatti in una scogliera il cadavere di un giovane, morto assassinato, ed inizia così ad indagare.

## Edizioni in italiano
- Elizabeth George, La donna che vestiva di rosso: romanzo, traduzione di Maria Cristina Pietri, Longanesi, Milano 2009
- Elizabeth George, La donna che vestiva di rosso, Mondolibri, Milano 2009
- Elizabeth George, La donna che vestiva di rosso: romanzo, traduzione di Maria Cristina Pietri, TEA, Milano 2010
- Elizabeth George, La donna che vestiva di rosso, legge: Manuela Faoro, Centro Internazionale del Libro Parlato, Feltre 2011
- Elizabeth George, La donna che vestiva di rosso, SuperPocket, Milano 2012